# Gol Ezqand
Gol Ezqand (persiska: گل ازقند) är en ort i Iran.   Den ligger i provinsen Khorasan, i den nordöstra delen av landet, 700 km öster om huvudstaden Teheran. Gol Ezqand ligger 1 166 meter över havet och antalet invånare är 115.
Terrängen runt Gol Ezqand är kuperad norrut, men söderut är den platt.Runt Gol Ezqand är det ganska tätbefolkat, med 129 invånare per kvadratkilometer. Närmaste större samhälle är Andorokh, 4,0 km öster om Gol Ezqand. Omgivningarna runt Gol Ezqand är i huvudsak ett öppet busklandskap.